# Chibchanomys trichotis
Chibchanomys trichotis é uma espécie de roedor da família Cricetidae.
Pode ser encontrada nos seguintes países: Colômbia, Peru e Venezuela.
Os seus habitats naturais são: florestas subtropicais ou tropicais húmidas de baixa altitude e rios.